# Fit for an Autopsy
Fit for an Autopsy — американський дезкор-гурт із Джерсі-Сіті, штат Нью-Джерсі, створений у 2008 році. 
Гурт підписав контракт з лейблом Nuclear Blast.
З моменту заснування гурт випустив сім студійних альбомів.

## Історія
Гурт випустив своє перше демо у 2008 році, а через рік вийшов перший мініальбом Hell on Earth.
У 2011 році гурт Fit for an Autopsy випустив свій дебютний студійний альбом The Process of Human Extermination.
У вересні 2013 року гурт випустив свій другий студійний альбом Hellbound.
Менш ніж через рік, у квітні 2014 року, гурт оголосив, що вокаліст Нейт Джонсон (Nate Johnson) залишає гурт. Тимчасовою заміною Джонсона став Грег Вілберн (Greg Wilburn) з гурту Devastated.
На початку 2015 року гурт оголосив про відхід Грега Вілберна та приєднання до гурту нового вокаліста Джо Бадолато (Joe Badolato). 
Разом з цим гурт оголосив, що знаходиться в процесі написання нового альбому. Третій студійний альбом Absolute Hope Absolute Hell був випущений 2 жовтня 2015 року.
У липні 2016 року гурт анонсував спліт-мініальбом The Depression Sessions, розділений з дезкор-гуртами Thy Art Is Murder і The Acacia Strain. Мініальбом був випущений 12 серпня 2016 року.
31 січня 2017 року гурт випустив нову пісню «Heads Will Hang» зі свого четвертого студійного альбому The Great Collapse. Альбом був випущений 17 березня 2017 року.
8 травня 2018 року гурт Fit For An Autopsy оголосив про підписання контракту з лейблом Nuclear Blast.
25 жовтня 2019 року гурт випустив свій п'ятий студійний альбом The Sea of Tragic Beasts через лейбл Nuclear Blast.
6 квітня 2020 року гурт випустив окремий сингл «Fear Tomorrow» через лейбл Nuclear Blast.
22 вересня 2021 року гурт анонсував свій новий шостий студійний альбом Oh What the Future Holds. Через два дні вони випустили перший сингл альбому, «Far from Heaven». За версією онлайн медіа-магазина Loudwire, пісня «Far from Heaven» посіла 35 місце у списку з 35 кращих метал-пісень 2021 року. Альбом Oh What the Future Holds вийшов 14 січня 2022 року. Пізніше онлайн медіа-магазин Loudwire відзначив альбом Oh What the Future Holds, як один із найкращих рок + метал альбомів 2022 року.
6 червня 2022 року гурт оголосив про запрошення приєднатися до туру на підтримки альбому гурту Lamb of God, Omens. У турі також брав участь гурт Killswitch Engage.
7 квітня 2023 року гурт випустив другий спліт-мініальбом. Своєрідне продовження спліт-мініальбому The Depression Sessions 2016 року, під назвою The Aggression Sessions, на цей раз мініальбом був розділений з гуртами Thy Art Is Murder та Malevolence.

## Учасники гурту
Поточні
- Вілл Патні (Will Putney) — гітари (2008–теперішній час) ; бас (2008–2019)
- Пет Шерідан (Pat Sheridan) — гітари, бек-вокал (2008–теперішній час)
- Хосеан Орта (Josean Orta) — ударні (2012–теперішній час)
- Тім Хоулі (Tim Howley) — гітари (2013–теперішній час)
- Джо Бадолато (Joe Badolato) — головний вокал (2015–теперішній час)[18]
- Пітер Спіназола (Peter "Blue" Spinazola) — бас (2019–теперішній час; гастрольний учасник 2017–2019)

Колишні
- Браян Матіс (Brian Mathis) — ударні (2008–2012)
- Нейт Джонсон (Nate Johnson) — головний вокал (2008–2014)[19][20]
- Грег Вілберн (Greg Wilburn) — головний вокал (2014)

Колишні гастрольні учасники
- Сет Коулман (Seth Coleman) — бас (2008)
- Чарлі Бузакка (Charlie Busacca) — бас (2009–2012)
- Шейн Слейд (Shane Slade) — бас (2013–2016)
- Дав'єр Перес (Davier Pérez) — ударні (2018)

## Дискографія
Студійні альбоми
| The Process of Human Extermination                                                  | - Реліз: 21 червня 2011 - Лейбл: BMA           | —   | —  | —  |
| Hellbound                                                                           | - Реліз: 10 вересня 2013 - Лейбл: eOne Music   | —   | 18 | 23 |
| Absolute Hope Absolute Hell                                                         | - Реліз: 2 жовтня 2015 - Лейбл: eOne Music     | —   | 3  | 18 |
| The Great Collapse                                                                  | - Реліз: 17 березня 2017 - Лейбл: eOne Music   | 199 | 2  | 13 |
| The Sea of Tragic Beasts                                                            | - Реліз: 25 жовтня 2019 - Лейбл: Nuclear Blast | —   | —  | —  |
| Oh What the Future Holds                                                            | - Реліз: 14 січня 2022 - Лейбл: Nuclear Blast  | 23  | 2  | 3  |
| «—» позначає запис, який не потрапив у чарти або не був випущений на цій території. |                                                |     |    |    |

Мініальбоми
| Назва                                                                        | Інформація про мініальбом                      | Пікові позиції в чартах |
| Назва                                                                        | Інформація про мініальбом                      | AUS                     |
| ---------------------------------------------------------------------------- | ---------------------------------------------- | ----------------------- |
| Hell on Earth                                                                | - Реліз: 2009 - Лейбл: Self-released           | —                       |
| The Depression Sessions (split with The Acacia Strain and Thy Art Is Murder) | - Реліз: 12 серпня 2016 - Лейбл: Nuclear Blast | 38                      |
| The Aggression Sessions (split with Thy Art Is Murder and Malevolence)       | - Реліз: 7 квітня 2023 - Лейбл: Nuclear Blast  | —                       |